# Алпина Б7
Алпина Б7 (Е65 / Е66) је најјачи моторизовани модел 7 серије, немачког произвођача аутомобила БМВ.

## Прва генерација (2001—2008)
Технички и визуелно Алпина Б7 заснован је на БМВ серије 7 (Е65), а посебно на серији 750 ли. Алпина Б7 моћнији од БМВ 760 ли и убрзањем од 4.8 секунди од 0-100 km/h.
Алпина Б7 разликује се углавном додатним предњим и задњим спојлером и хромираним издувним цевима. 4.4-литарски мотор је коришћењен на моторном компресору 368 kW - 500 КС. Спецификације Б7, модела Е65 / Е66. Претходник Алпине Б7 је Алпина Б12 6.0, дошао са 6,0 литарским мотором. Алпина Б7 је такође доступан у верзији која је настала на основу БМВ Е66.

### Техничке карактеристике
| Модел                 | Алпина Б7 E65/E66                        |
| --------------------- | ---------------------------------------- |
| Запремина             | 4398 cm³                                 |
| Број цилиндра         | В8                                       |
| Снага/Перформансе     | 368 кВ (500 KС) при 5500/мин             |
| Обртни момент         | 700 Нм при 4250/мин                      |
| Убрзање, 0–100 km/h   | 4,9 с (5,1 с)                            |
| Максимална брзина     | 300 km/h                                 |
| Мењач/Пренос          | 6 Степен-Аутоматик                       |
| Потрошња горива       | 12,8/100 km (12,9/100 km) Евро БМБ 95/98 |
| Тежина празног возила | 1960 кг (2065 кг)                        |

## Друга генерација од 2009. године
Алпина Б7 заснована на нови дизајн, доступан од новембра 2008 БМВ Ф01 је представљен на Салону аутомобила у Женеви 2009. године. Б7 чини 373 kW (500 КС) при 5500 1 / мин и 280 км / ч спорији од свог претходника. Алпина оправдава доњу границу брзине са гумама од 21" . У тренутној конфигурацији аутомобил од 397 kW (532 КС) при 5200 1 / мин и обртни момент од 730 Нм. Потрошња је смањена за 9,9 литара Евро БМБ-а. Један од разлога за то је вероватно мања тежина и њен 8 - степени спортски аутоматски мењач. Брзина је повећана на 312 km/h, упркос 21" - инчни гуме .
Године 2012. у Немачкој су била 10 аутомобила Алпина Б7 БиТурбо тек регистрована, укључујући и девет комерцијалних власника.

### Техничке карактеристике
| Модел                  | Alpina B7 F01 (2009–2011)    | Алпина Б7 Ф01/Ф02                 |
| ---------------------- | ---------------------------- | --------------------------------- |
| Запремина у цм³        | 4395 cm³                     | 4395 cm³                          |
| Број цилиндра/Положај  | В8                           | В8                                |
| Снага/перформансе      | 373 кВ (507 KС) при 5500/мин | 397 кВ (540 KС) при 5200–6250/мин |
| Обртни момент          | 700 Нм при 3000–4750/мин     | 730 Нм при 2800–5000/мин          |
| Убрзање, 0–100 km/h    | 4,7 с                        | 4,6 s (4,7 с)                     |
| Максимална брзина      | 302 km/h                     | 312 km/h                          |
| Мењач/Пренос           | 6 Степена-Аутоматик          | 8 Степена-Аутоматик               |
| Потрошња               | 12,0 л/100 km Евро БМБ       | 9,9 л/100 km Евро БМБ             |
| Емисија угљен-диоксида | 282 г/км                     | 230 г/км                          |
| Тежина                 | 2115 кг                      | 2040 кг (2070 кг)                 |